# Spinotarsus mazongwanus
Spinotarsus mazongwanus är en mångfotingart som beskrevs av Kraus 1966. Spinotarsus mazongwanus ingår i släktet Spinotarsus och familjen Odontopygidae. Inga underarter finns listade i Catalogue of Life.